# Kevin Doherty
Kevin Doherty (* 6. listopadu 1958 Toronto) je bývalý kanadský zápasník – judista.

## Sportovní kariéra
S judem začínal v útlém dětství v rodném Torontu v klubu Budokan pod vedením svého otce Billa. V kanadské mužské reprezentaci se prosazoval od roku 1977 po zavedení polostřední váhy do 78 kg. V roce 1980 ho připravil o start na olympijských hrách v Moskvě kanadský bojkot.
V roce 1984 startoval na olympijských hrách v Los Angeles a při neúčasti judistů z východního bloku patřil ke kandidátům na jednu z olympijských medailí. Ve čtvrtfinále ho v taktickém zápase z turnaje vyřadil na tresty západní Němec Frank Wieneke. V opravném pavouku se do bojů o medaile neprobojoval a obsadil dělené 7. místo.
V roce 1988 startoval na svých druhých olympijských hrách. V Soulu v úvodním kole šokoval domácí publikum vyřazením obhájce prvenství Korejce An Pjong-kuna. Výbornou formu potvrzoval v celém turnaji, nestačil však na evropské velikány polostřední váhy Poláka Waldemara Legieńa a sovětského Čečence Bašira Varajeva. Obsadil dělené 5. místo. Vzápětí ukončil sportovní kariéru. Věnuje se trenérské práci na předměstí Toronta v Ajaxu.

## Výsledky
| Turnaj                  | 1978             | 1979             | 1980             | 1981             | 1982             | 1983             | 1984             | 1985             | 1986             | 1987             | 1988             |
| Turnaj                  | 20               | 21               | 22               | 23               | 24               | 25               | 26               | 27               | 28               | 29               | 30               |
| Turnaj                  | polostřední váha | polostřední váha | polostřední váha | polostřední váha | polostřední váha | polostřední váha | polostřední váha | polostřední váha | polostřední váha | polostřední váha | polostřední váha |
| ----------------------- | ---------------- | ---------------- | ---------------- | ---------------- | ---------------- | ---------------- | ---------------- | ---------------- | ---------------- | ---------------- | ---------------- |
| Olympijské hry          |                  |                  | —                |                  |                  |                  | 7.               |                  |                  |                  | 5.               |
| Mistrovství světa       |                  | —                |                  | 3.               |                  | úč.              |                  | úč.              |                  | úč.              |                  |
| Panamerické hry         |                  | 2.               |                  |                  |                  | ?                |                  |                  |                  | —                |                  |
| Panamerické mistrovství | ?                |                  | ?                |                  | 2.               |                  | ?                | —                | ?                |                  | —                |